# Eugenio Castellotti

El vehículo de Eugenio Castellotti tras su accidente mortal en Módena (1957)

Eugenio Castellotti (Lodi, Italia, 10 de octubre de 1930-Módena, Italia, 14 de marzo de 1957) fue un piloto italiano de automovilismo.

## Carrera como piloto

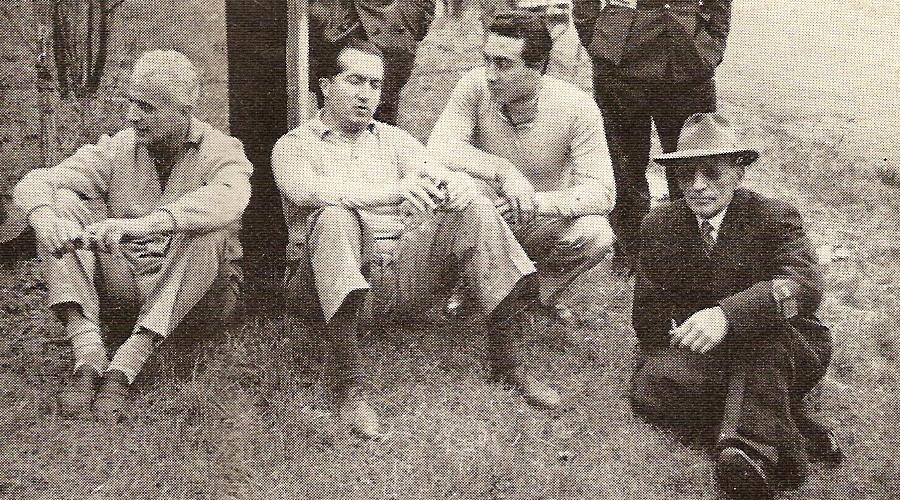
Alberto Ascari en un momento de relax con los amigos Luigi Villoresi (izquierda), Eugenio Castellotti (derecha) y el ingeniero Vittorio Jano

Nacido en el seno de una acaudalada familia italiana, adquirió un Ferrari a los 20 años y empezó a competir en 1952. Participó en 14 grandes premios de Fórmula 1, pilotando en las escuderías Lancia y Ferrari. Debutó el 16 de enero de 1955 en el Gran Premio de Argentina y obtuvo a lo largo de su carrera una pole position, 3 podios y 19.5 puntos. En su primera temporada, consiguió un segundo puesto en Mónaco a los mandos de un Lancia y un tercer lugar en Italia, en el circuito de Monza, en esta ocasión pilotando un Ferrari, tras lo cual acabaría el campeonato en 3.ª posición, tan solo por detrás de los 2 pilotos que dominaron la categoría en los años 1950: el argentino Juan Manuel Fangio y el británico Stirling Moss. En 1956, sin embargo, su participación fue bastante discreta, obteniendo tan sólo un 2º puesto en Francia. Se esperaba mucho de Castellotti para 1957, pero tan solo pudo competir en Argentina, donde no consiguió finalizar la prueba, antes de sufrir el accidente que le costaría la vida en Módena.
A lo largo de su carrera, al igual que otros pilotos de la época, participó en numerosas pruebas automovilísticas, entre ellas, varias carreras de Fórmula 1 no puntuables para el campeonato del mundo. Su año más exitoso en este sentido fue 1956, en el que ganó las 12 Horas de Sebring, la Mille Miglia y el Gran Premio de Rouen, Francia. Anteriormente, Castellotti ya había conquistado el Gran Premio de Portugal, la Sicily Gold Cup y los 1000 km de Buenos Aires, entre otras.

## Muerte
Perdió la vida con tan solo 26 años de edad durante un test privado para la Scuderia Ferrari en el Autódromo de Módena. Castellotti probaba un nuevo Ferrari para las 12 Horas de Sebring de 1957, en las que tenía intención de participar para reeditar la victoria del año anterior. Poco antes del accidente, se requirió a Castellotti un aumento de la velocidad. Así, el piloto italiano perdió el control de su monoplaza a 137 km/h en una curva del circuito. El bólido dio varias vueltas de campana, por lo que el piloto salió despedido a unos 90 metros, falleciendo en el acto tras sufrir un traumatismo craneoencefálico. El vehículo acabó chocando contra un muro, donde se encontraban un grupo de espectadores siguiendo los tests, aunque ninguno resultó herido.

## Resultados

### Fórmula 1
(Clave) (negrita indica pole position) (cursiva indica vuelta rápida)

| Año  | Escudería        | 1       | 2     | 3   | 4       | 5     | 6      | 7       | 8     | Pos. | Puntos |
| ---- | ---------------- | ------- | ----- | --- | ------- | ----- | ------ | ------- | ----- | ---- | ------ |
| 1955 | Scuderia Lancia  | ARG Ret | MON 2 | 500 | BEL Ret |       |        |         |       | 3º   | 12     |
| 1955 | Scuderia Ferrari |         |       |     |         | NED 5 | GBR 6  | ITA 3   |       | 3º   | 12     |
| 1956 | Scuderia Ferrari | ARG Ret | MON 4 | 500 | BEL Ret | FRA 2 | GBR 10 | GER Ret | ITA 8 | 6º   | 7.5    |
| 1957 | Scuderia Ferrari | ARG Ret | MON   | 500 | FRA     | GBR   | GER    | PES     | ITA   | NC   | 0      |